# Hoshina Masamitsu
Hoshina Masamitsu est un nom japonais traditionnel ; le nom de famille (ou le nom d'école), Hoshina, précède donc le prénom (ou le nom d'artiste).
Hoshina Masamitsu (保科 正光, 1561-31 octobre 1631) est un daimyo de l'époque d'Edo qui sert le clan Tokugawa. Masamitsu est le fils de Hoshina Masanao. Après avoir apporté son soutien à Tokugawa Ieyasu à la bataille de Sekigahara en 1600, il lui est accordé le domaine de Takatō en 1600.
À la mort de son père, l'année suivante à Takatō, Masamitsu devient le nouveau chef du clan Hoshina et sert pendant toutes les campagnes d'Osaka de 1614 et 1615. Masamitsu reçoit plus tard le privilège d'adopter Yukimatsu, le quatrième fils de Tokugawa Hidetada, futur Hoshina Masayuki.

## Source de la traduction
- (en) Cet article est partiellement ou en totalité issu de l’article de Wikipédia en anglais intitulé « Hoshina Masamitsu » (voir la liste des auteurs).